# Liga ABC MEX 2023
La Temporada ABC MEX 2023 es la primera edición de la Liga ABC MEX en la que estarán participando las Atléticas de Monterrey, Algodoneras de la Comarca, Aztks del Estado de México, Barreteras de Zacatecas, Bujías de Aguascalientes, Centauros de Chihuahua, Escaramuzas de Jalisco, Marineras de Puerto Vallarta, Plebes de Mazatlán y Stars de Santiago.
La temporada de esta liga se llevó a cabo del 5 de agosto al 22 de octubre, donde la temporada regular fue de las fechas del 5 de agosto al 17 de septiembre. Los playoffs se jugaron del 20 de septiembre al 14 de octubre.

## Equipos participantes
| Liga ABC MEX 2023 |                              |                 |                                |               |                                           |
| Conferencia       | Equipo                       | Entrenador      | Ciudad                         | Miembro desde | Pabellón                                  |
| Norte             | Atléticas de Monterrey       | Héctor Santos   | Monterrey, Nuevo León          | 2023          | Gimnasio CEU                              |
| Norte             | Algodoneras de la Comarca    | Ricardo Vázquez | Torreón, Coahuila              | 2023          | Auditorio Municipal de Torreón            |
| Norte             | Centauros de Chihuahua       | Manuel Terrazas | Chihuahua, Chihuahua           | 2023          | Gimnasio Rodrigo M. Quevedo               |
| Norte             | Plebes de Mazatlán           | Mauricio Ramos  | Mazatlán, Sinaloa              | 2023          | Gimnasio Colegio SAM                      |
| Norte             | Stars de Santiago            | Jaime Bosques   | Santiago, Nuevo León           | 2023          | Gimnasio Polivalente Santiago             |
| Sur               | Aztks del Estado de México   | Manuel Urrutia  | Tlalnepantla, Estado de México | 2023          | Domo Castel-Cleto Reyes                   |
| Sur               | Barreteras de Zacatecas      | Todd Triplett   | Zacatecas, Zacatecas           | 2023          | Gimnasio Marcelino González               |
| Sur               | Bujías de Aguascalientes     | Israel Zermeño  | Aguascalientes, Aguascalientes | 2023          | Auditorio Hermanos Carreón                |
| Sur               | Escaramuzas de Jalisco       | Carlos Gorosito | Sayula, Jalisco                | 2023          | Auditorio Municipal de Sayula             |
| Sur               | Marineras de Puerto Vallarta | Orlando Casella | Puerto Vallarta, Jalisco       | 2023          | Auditorio Municipal "Maestro Pablo López" |

## Formato de competencia
La temporada 2023 constará de una temporada regular en la cual cada equipo jugará 20 partidos, 10 de ellos como local y 10 como visitante.
Los cuartos de final y las semifinales tendrán un formato a ganar dos de tres juegos. Los cuartos de final se jugarán del 20 al 24 de septiembre mientras las semifinales del 27 de septiembre al 1 de octubre. 
Las finales se jugarán del 7 al 22 de octubre, en donde aquí se modificará un poco el formato, pues es a ganar tres de cinco juegos.

## Resultados
| Aztks       | 84-71 | Barreteras  | Domo Castel-Cleto Reyes       | 5 de agosto     | 17:00      |
| Escaramuzas | 84-81 | Bujías      | Auditorio Municipal de Sayula | 5 de agosto     | 18:00      |
| Plebes      | 75-88 | Marineras   | Gimnasio Colegio SAM          | 5 de agosto     | 18:00(PAC) |
| Centauros   | 50-60 | Atléticas   | Gimnasio Rodrigo M. Quevedo   | 5 de agosto     | 19:00      |
| Stars       | 80-72 | Algodoneras | Gimnasio Polivalente Santiago | 5 de septiembre | 19:45      |

| Escaramuzas | 66-88 | Bujías      | Auditorio Municipal de Sayula | 6 de agosto     | 13:00      |
| Plebes      | 54-86 | Marineras   | Gimnasio Colegio SAM          | 6 de agosto     | 12:30(PAC) |
| Aztks       | 81-62 | Barreteras  | Domo Castel-Cleto Reyes       | 6 de agosto     | 16:00      |
| Centauros   | 60-52 | Atléticas   | Gimnasio Rodrigo M. Quevedo   | 6 de agosto     | 18:00      |
| Stars       | 67-73 | Algodoneras | Gimnasio Polivalente Santiago | 6 de septiembre | 13:30      |

| Bujías    | 68-86 | Barreteras  | Auditorio Hermanos Carreón                | 11 de agosto | 20:15 |
| Atléticas | 68-82 | Algodoneras | Gimnasio CEU                              | 12 de agosto | 18:30 |
| Centauros | 74-68 | Escaramuzas | Gimnasio Rodrigo M. Quevedo               | 12 de agosto | 19:00 |
| Marineras | 76-97 | Aztks       | Auditorio Municipal "Maestro Pablo López" | 12 de agosto | 19:30 |
| Stars     | 66-69 | Plebes      | Gimnasio Polivalente Santiago             | 12 de agosto | 19:45 |

| Bujías    | 84-88 | Barreteras  | Auditorio Hermanos Carreón                | 12 de agosto | 16:00 |
| Marineras | 51-74 | Aztks       | Auditorio Municipal "Maestro Pablo López" | 13 de agosto | 12:00 |
| Stars     | 65-51 | Plebes      | Gimnasio Polivalente Santiago             | 13 de agosto | 13:30 |
| Centauros | 55-57 | Escaramuzas | Gimnasio Rodrigo M. Quevedo               | 13 de agosto | 16:00 |
| Atléticas | 60-54 | Algodoneras | Gimnasio CEU                              | 13 de agosto | 17:00 |

| Algodoneras | 86-75 | Barreteras  | Auditorio Municipal de Torreón            | 15 de agosto | 20:10      |
| Atléticas   | 78-70 | Stars       | Gimnasio CEU                              | 16 de agosto | 19:45      |
| Aztks       | 77-54 | Bujías      | Domo Castel-Cleto Reyes                   | 16 de agosto | 20:15      |
| Marineras   | 79-67 | Escaramuzas | Auditorio Municipal "Maestro Pablo López" | 16 de agosto | 20:30      |
| Plebes      | 41-81 | Centauros   | Gimnasio Colegio SAM                      | 16 de agosto | 20:00(PAC) |

| Algodoneras | 79-71 | Barreteras  | Auditorio Municipal de Torreón            | 16 de agosto | 20:10      |
| Atléticas   | 80-71 | Stars       | Gimnasio CEU                              | 17 de agosto | 19:45      |
| Aztks       | 78-57 | Bujías      | Domo Castel-Cleto Reyes                   | 17 de agosto | 20:15      |
| Marineras   | 75-65 | Escaramuzas | Auditorio Municipal "Maestro Pablo López" | 17 de agosto | 20:30      |
| Plebes      | 61-82 | Centauros   | Gimnasio Colegio SAM                      | 17 de agosto | 20:00(PAC) |

| Atléticas   | 89-79 | Plebes      | Gimnasio CEU                  | 9 de agosto  | 19:45 |
| Escaramuzas | 63-71 | Barreteras  | Domo Alcalde - CODE Jalisco   | 19 de agosto | 18:00 |
| Centauros   | 81-71 | Algodoneras | Gimnasio Rodrigo M. Quevedo   | 19 de agosto | 19:00 |
| Stars       | 46-82 | Aztks       | Gimnasio Polivalente Santiago | 19 de agosto | 19:45 |
| Bujías      | 98-77 | Marineras   | Auditorio Hermanos Carreón    | 30 de agosto | 19:45 |

| Atléticas   | 74-68 | Plebes      | Gimnasio CEU                  | 10 de agosto | 19:45 |
| Escaramuzas | 90-72 | Barreteras  | Domo Alcalde - CODE Jalisco   | 20 de agosto | 13:00 |
| Stars       | 42-80 | Aztks       | Gimnasio Polivalente Santiago | 20 de agosto | 13:30 |
| Centauros   | 75-63 | Algodoneras | Gimnasio Rodrigo M. Quevedo   | 20 de agosto | 18:00 |
| Bujías      | 87-86 | Marineras   | Auditorio Hermanos Carreón    | 31 de agosto | 19:45 |

| Atléticas | 67-73 | Bujías      | Gimnasio CEU                              | 23 de agosto | 19:45      |
| Aztks     | 76-55 | Escaramuzas | Domo Castel-Cleto Reyes                   | 23 de agosto | 20:15      |
| Marineras | 96-87 | Barreteras  | Auditorio Municipal "Maestro Pablo López" | 23 de agosto | 20:30      |
| Stars     | 67-74 | Centauros   | Gimnasio Polivalente Santiago             | 23 de agosto | 20:45      |
| Plebes    | 63-77 | Algodoneras | Gimnasio Colegio SAM                      | 23 de agosto | 20:00(PAC) |

| Atléticas | 76-79 | Bujías      | Gimnasio CEU                              | 24 de agosto | 19:45      |
| Aztks     | 63-44 | Escaramuzas | Domo Castel-Cleto Reyes                   | 24 de agosto | 20:15      |
| Marineras | 71-81 | Barreteras  | Auditorio Municipal "Maestro Pablo López" | 24 de agosto | 20:30      |
| Stars     | 49-82 | Centauros   | Gimnasio Polivalente Santiago             | 24 de agosto | 20:45      |
| Plebes    | 43-62 | Algodoneras | Gimnasio Colegio SAM                      | 24 de agosto | 20:00(PAC) |

| Atléticas   | 84-78 | Centauros   | Gimnasio CEU                              | 26 de agosto | 18:30 |
| Marineras   | 76-62 | Plebes      | Auditorio Municipal "Maestro Pablo López" | 26 de agosto | 19:30 |
| Algodoneras | 90-66 | Stars       | Auditorio Municipal de Torreón            | 26 de agosto | 20:30 |
| Barreteras  | 57-67 | Aztks       | Gimnasio Marcelino González               | 27 de agosto | 12:30 |
| Bujías      | 79-71 | Escaramuzas | Auditorio Hermanos Carreón                | 27 de agosto | 17:30 |

| Marineras   | 86-81  | Plebes      | Auditorio Municipal "Maestro Pablo López" | 27 de agosto | 12:00 |
| Algodoneras | 72-67  | Stars       | Auditorio Municipal de Torreón            | 27 de agosto | 14:00 |
| Atléticas   | 87-84  | Centauros   | Gimnasio CEU                              | 27 de agosto | 17:00 |
| Barreteras  | 52-112 | Aztks       | Gimnasio Marcelino González               | 28 de agosto | 19:00 |
| Bujías      | 82-68  | Escaramuzas | Auditorio Hermanos Carreón                | 28 de agosto | 19:45 |

| Aztks       | 101-42 | Marineras | Domo Castel-Cleto Reyes        | 2 de septiembre | 17:00      |
| Escaramuzas | 68-77  | Centauros | Domo Alcalde - CODE Jalisco    | 2 de septiembre | 18:00      |
| Plebes      | 67-69  | Stars     | Gimnasio Colegio SAM           | 2 de septiembre | 18:00(PAC) |
| Barreteras  | 71-77  | Bujías    | Gimnasio Marcelino González    | 2 de septiembre | 20:00      |
| Algodoneras | 84-63  | Atléticas | Auditorio Municipal de Torreón | 2 de septiembre | 20:10      |

| Barreteras  | 67-86 | Bujías    | Gimnasio Marcelino González    | 3 de septiembre | 12:30      |
| Escaramuzas | 73-83 | Centauros | Domo Alcalde - CODE Jalisco    | 3 de septiembre | 13:00      |
| Plebes      | 40-70 | Stars     | Gimnasio Colegio SAM           | 3 de septiembre | 12:30(PAC) |
| Algodoneras | 85-73 | Atléticas | Auditorio Municipal de Torreón | 3 de septiembre | 14:00      |
| Aztks       | 78-59 | Marineras | Domo Castel-Cleto Reyes        | 3 de septiembre | 16:00      |

| Escaramuzas | 84-77 | Marineras   | Domo Alcalde - CODE Jalisco   | 9 de septiembre | 18:00 |
| Centauros   | 92-43 | Plebes      | Gimnasio Rodrigo M. Quevedo   | 9 de septiembre | 19:00 |
| Stars       | 75-73 | Atléticas   | Gimnasio Polivalente Santiago | 9 de septiembre | 19:45 |
| Barreteras  | 75-89 | Algodoneras | Gimnasio Marcelino González   | 9 de septiembre | 20:00 |
| Bujías      | 62-97 | Aztks       | Auditorio Hermanos Carreón    | 9 de septiembre | 20:15 |

| Barreteras  | 91-71 | Algodoneras | Gimnasio Marcelino González   | 10 de septiembre | 12:30 |
| Escaramuzas | 69-97 | Marineras   | Domo Alcalde - CODE Jalisco   | 10 de septiembre | 13:00 |
| Stars       | 80-71 | Atléticas   | Gimnasio Polivalente Santiago | 10 de septiembre | 13:30 |
| Bujías      | 69-86 | Aztks       | Auditorio Hermanos Carreón    | 10 de septiembre | 17:30 |
| Centauros   | 75-55 | Plebes      | Gimnasio Rodrigo M. Quevedo   | 10 de septiembre | 18:00 |

| Barreteras  | 92-77 | Escaramuzas | Gimnasio Marcelino González               | 13 de septiembre | 19:00      |
| Algodoneras | 66-72 | Centauros   | Auditorio Municipal de Torreón            | 13 de septiembre | 20:10      |
| Aztks       | 67-39 | Stars       | Domo Castel-Cleto Reyes                   | 13 de septiembre | 20:15      |
| Marineras   | 88-76 | Bujías      | Auditorio Municipal "Maestro Pablo López" | 13 de septiembre | 20:30      |
| Plebes      | 78-85 | Atléticas   | Gimnasio Colegio SAM                      | 13 de septiembre | 20:00(PAC) |

| Barreteras  | 91-68 | Escaramuzas | Gimnasio Marcelino González               | 14 de septiembre | 19:00      |
| Algodoneras | 63-71 | Centauros   | Auditorio Municipal de Torreón            | 14 de septiembre | 20:10      |
| Aztks       | 92-53 | Stars       | Domo Castel-Cleto Reyes                   | 14 de septiembre | 20:15      |
| Marineras   | 87-98 | Bujías      | Auditorio Municipal "Maestro Pablo López" | 14 de septiembre | 20:30      |
| Plebes      | 80-89 | Atléticas   | Gimnasio Colegio SAM                      | 14 de septiembre | 20:00(PAC) |

| Centauros   | 49-60  | Stars     | Gimnasio Rodrigo M. Quevedo    | 16 de septiembre | 13:00 |
| Escaramuzas | 53-84  | Aztks     | Domo Alcalde - CODE Jalisco    | 16 de septiembre | 18:00 |
| Barreteras  | 94-73  | Marineras | Gimnasio Marcelino González    | 16 de septiembre | 20:00 |
| Algodoneras | 87-79  | Plebes    | Auditorio Municipal de Torreón | 16 de septiembre | 20:10 |
| Bujías      | 101-69 | Atléticas | Auditorio Hermanos Carreón     | 16 de septiembre | 20:15 |

| Barreteras  | 96-79 | Marineras | Gimnasio Marcelino González    | 17 de septiembre | 12:30 |
| Escaramuzas | 80-74 | Aztks     | Domo Alcalde - CODE Jalisco    | 17 de septiembre | 13:00 |
| Centauros   | 52-57 | Stars     | Gimnasio Rodrigo M. Quevedo    | 17 de septiembre | 13:30 |
| Algodoneras | 62-70 | Plebes    | Auditorio Municipal de Torreón | 17 de septiembre | 14:00 |
| Bujías      | 97-84 | Atléticas | Auditorio Hermanos Carreón     | 17 de septiembre | 17:30 |

Fuente: Calendario

### Clasificación
| Conferencia Norte |             |    |    |    |      |      |      |       |
| Posición          | Equipo      | JJ | JG | JP | PF   | PC   | Dif. | Ptos. |
| 1                 | Centauros   | 20 | 14 | 6  | 1447 | 1245 | 202  | 34    |
| 2                 | Algodoneras | 20 | 12 | 8  | 1488 | 1410 | 78   | 32    |
| 3                 | Atléticas   | 20 | 10 | 10 | 1482 | 1528 | -46  | 30    |
| 4                 | Stars       | 20 | 8  | 12 | 1259 | 1414 | -155 | 28    |
| 5                 | Plebes      | 20 | 2  | 18 | 1259 | 1561 | -302 | 22    |

| Conferencia Sur |             |    |    |    |      |      |      |       |
| Posición        | Equipo      | JJ | JG | JP | PF   | PC   | Dif. | Ptos. |
| 1               | Aztks       | 20 | 19 | 1  | 1650 | 1124 | 526  | 39    |
| 2               | Bujías      | 20 | 12 | 8  | 1596 | 1573 | 23   | 32    |
| 3               | Barreteras  | 20 | 9  | 11 | 1550 | 1601 | -51  | 29    |
| 4               | Marineras   | 20 | 9  | 11 | 1549 | 1624 | -75  | 29    |
| 5               | Escaramuzas | 20 | 5  | 15 | 1370 | 1570 | -200 | 25    |

     Clasificadas a Playoffs.
- Actualizada al 17 de septiembre de 2023. Fuente: Tabla de Grupos

### Líderes
- Actualizados al 17 de septiembre de 2023.

#### Valoración
| Jugador                  | Equipo                       | Promedio |
| ------------------------ | ---------------------------- | -------- |
| Sarah Adaeze Mgbeike     | Algodoneras de la Comarca    | 28.4     |
| Selena Christina Philoxy | Marineras de Puerto Vallarta | 25.3     |
| Amaya Jade Johnson       | Escaramuzas de Jalisco       | 23.8     |
| Brittany Brianna Byrd    | Barreteras de Zacatecas      | 22.1     |
| Kala Green Aleixadriae   | Atléticas de Monterrey       | 20.9     |

#### Puntos
| Jugador                | Equipo                    | Promedio |
| ---------------------- | ------------------------- | -------- |
| Brittany Brianna Byrd  | Barreteras de Zacatecas   | 23.2     |
| Amaya Jade Johnson     | Escaramuzas de Jalisco    | 20.3     |
| Kala Green Aleixadriae | Atléticas de Monterrey    | 19.2     |
| Sarah Adaeze Mgbeike   | Algodoneras de la Comarca | 18.5     |
| Justicia Mia Castañeda | Algodoneras de la Comarca | 17.8     |

 =  Cuenta con nacionalidad mexicana. 

#### Rebotes
| Jugador                          | Equipo                       | Promedio |
| -------------------------------- | ---------------------------- | -------- |
| Sarah Adaeze Mgbeike             | Algodoneras de la Comarca    | 12.7     |
| A'Lexxus Faith Davis             | Plebes de Mazatlán           | 11.2     |
| Selena Christina Philoxy         | Marineras de Puerto Vallarta | 9.6      |
| Paola Alejandra Estrada Granados | Atléticas de Monterrey       | 9.4      |
| Jazmín Valenzuela Álvarez        | Bujías de Aguascalientes     | 9.2      |

#### Asistencias
| Jugador                         | Equipo                       | Promedio |
| ------------------------------- | ---------------------------- | -------- |
| Sarah Adaeze Mgbeike            | Algodoneras de la Comarca    | 4.8      |
| Carmen Alexia González Lagunas  | Bujías de Aguascalientes     | 4.2      |
| Shauqunna Nicole Collins        | Marineras de Puerto Vallarta | 3.9      |
| Briahanna Marae Leigh Jackson   | Aztks del Estado de México   | 3.8      |
| Yarelli Mariana Padilla Ángeles | Plebes de Mazatlán           | 3.8      |

#### Tapones
| Jugador                          | Equipo                       | Promedio |
| -------------------------------- | ---------------------------- | -------- |
| Sarah Adaeze Mgbeike             | Algodoneras de la Comarca    | 1.6      |
| Mayra Gil Ramírez                | Marineras de Puerto Vallarta | 1.4      |
| Makeda Estreanna Clarke-Nicholas | Bujías de Aguascalientes     | 1.3      |
| María Begoña Faz Dávalos         | Aztks del Estado de México   | 1.2      |
| Jahari Loretta Smith             | Aztks del Estado de México   | 0.7      |

#### Robos
| Jugador                         | Equipo                       | Promedio |
| ------------------------------- | ---------------------------- | -------- |
| Briahanna Marae Leigh Jackson   | Aztks del Estado de México   | 2.7      |
| Carmen Gabriela Saad Herrera    | Centauros de Chihuahua       | 2.6      |
| Yarelli Mariana Padilla Ángeles | Plebes de Mazatlán           | 2.5      |
| Mayra Gil Ramírez               | Marineras de Puerto Vallarta | 2.4      |
| María Marcela Pérez González    | Stars de Santiago            | 2.3      |

### Playoffs
|  | Semifinales de Zona   | Semifinales de Zona   | Semifinales de Zona   |             |   | Finales de Zona                 | Finales de Zona                 | Finales de Zona                 |  |   | Final de la Liga ABC MEX | Final de la Liga ABC MEX | Final de la Liga ABC MEX |  |
|  | 20 - 24 de septiembre | 20 - 24 de septiembre | 20 - 24 de septiembre |             |   | 27 de septiembre - 1 de octubre | 27 de septiembre - 1 de octubre | 27 de septiembre - 1 de octubre |  |   | 6 - 14 de octubre        | 6 - 14 de octubre        | 6 - 14 de octubre        |  |
|  |                       |                       |                       |             |   |                                 |                                 |                                 |  |   |                          |                          |                          |  |
|  |                       |                       |                       |             |   |                                 |                                 |                                 |  |   |                          |                          |                          |  |
|  | 1                     | Centauros             | 0                     |             |   |                                 |                                 |                                 |  |   |                          |                          |                          |  |
|  | 1                     | Centauros             | 0                     |             |   |                                 |                                 |                                 |  |   |                          |                          |                          |  |
|  | 4                     | Stars                 | 2                     |             |   |                                 |                                 |                                 |  |   |                          |                          |                          |  |
|  | 4                     | Stars                 | 2                     |             | 4 | Stars                           | 2                               |                                 |  |   |                          |                          |                          |  |
|  | Norte                 |                       |                       |             | 4 | Stars                           | 2                               |                                 |  |   |                          |                          |                          |  |
|  |                       |                       | 2                     | Algodoneras | 0 |                                 |                                 |                                 |  |   |                          |                          |                          |  |
|  | 2                     | Algodoneras           | 2                     | Algodoneras | 0 | 2                               |                                 |                                 |  |   |                          |                          |                          |  |
|  | 2                     | Algodoneras           |                       |             |   |                                 |                                 |                                 |  |   |                          |                          |                          |  |
|  | 3                     | Atléticas             | 1                     |             |   |                                 |                                 |                                 |  |   |                          |                          |                          |  |
|  | 3                     | Atléticas             | 1                     |             |   |                                 |                                 |                                 |  | 4 | Stars                    | 0                        |                          |  |
|  |                       |                       |                       |             |   |                                 |                                 |                                 |  | 4 | Stars                    | 0                        |                          |  |
|  |                       |                       | 1                     | Aztks       | 3 |                                 |                                 |                                 |  |   |                          |                          |                          |  |
|  | 1                     | Aztks                 | 1                     | Aztks       | 3 | 2                               |                                 |                                 |  |   |                          |                          |                          |  |
|  | 1                     | Aztks                 |                       |             |   |                                 |                                 |                                 |  |   |                          |                          |                          |  |
|  | 4                     | Marineras             | 0                     |             |   |                                 |                                 |                                 |  |   |                          |                          |                          |  |
|  | 4                     | Marineras             | 0                     |             | 1 | Aztks                           | 2                               |                                 |  |   |                          |                          |                          |  |
|  | Sur                   |                       |                       |             | 1 | Aztks                           | 2                               |                                 |  |   |                          |                          |                          |  |
|  |                       |                       | 3                     | Barreteras  | 0 |                                 |                                 |                                 |  |   |                          |                          |                          |  |
|  | 2                     | Bujías                | 3                     | Barreteras  | 0 | 1                               |                                 |                                 |  |   |                          |                          |                          |  |
|  | 2                     | Bujías                |                       |             |   |                                 |                                 |                                 |  |   |                          |                          |                          |  |
|  | 3                     | Barreteras            | 2                     |             |   |                                 |                                 |                                 |  |   |                          |                          |                          |  |
|  | 3                     | Barreteras            | 2                     |             |   |                                 |                                 |                                 |  |   |                          |                          |                          |  |
|  |                       |                       |                       |             |   |                                 |                                 |                                 |  |   |                          |                          |                          |  |

#### Semifinales de Zona

##### Zona Norte

###### (1)Centauros de Chihuahuavs. (4) Stars de Santiago
| 20 septiembre, 20:30 | Stars de Santiago                                                         | 74–52        | Centauros de Chihuahua                                                   | Santiago                                   |  |
|                      | Parciales: 18-17, 27-11, 14-8, 15-16                                      |              |                                                                          |                                            |  |
|                      | Estadísticas Ijeoma Uchendu (20) Ijeoma Uchendu (14) Alejandra Rovira (7) | Pts Reb Asts | Estadísticas (12) Kimberly Taylor (18) Kimberly Taylor (4) Gabriela Saad | Pabellón: Gimnasio Polivalente de Santiago |  |

| 23 septiembre, 20:00 | Centauros de Chihuahua                                                 | 66–77        | Stars de Santiago                                                         | Chihuahua                             |  |
|                      | Parciales: 23-14, 16-21, 12-13, 15-29                                  |              |                                                                           |                                       |  |
|                      | Estadísticas Daniela Soto (16) Kimberly Taylor (10) Gladiana Ávila (5) | Pts Reb Asts | Estadísticas (23) Ijeoma Uchendu (19) Ijeoma Uchendu (5) Alejandra Rovira | Pabellón: Gimnasio Rodrigo M. Quevedo |  |

###### (2) Algodoneras de la Comarca vs. (3) Atléticas de Monterrey
| 20 septiembre, 20:00 | Atléticas de Monterrey                                                         | 81–74        | Algodoneras de la Comarca                                              | Monterrey              |  |
|                      | Parciales: 18-16, 27-11, 14-8, 15-16                                           |              |                                                                        |                        |  |
|                      | Estadísticas DeAngelique Waithe (27) DeAngelique Waithe (11) Claudia Mejía (6) | Pts Reb Asts | Estadísticas (19) Mónica Delgado (12) Paola Estrada (7) Agustina Marín | Pabellón: Gimnasio CEU |  |

| 23 septiembre, 20:00 | Algodoneras de la Comarca                                                                | 90–74        | Atléticas de Monterrey                                                       | Torreón                                  |  |
|                      | Parciales: 18-18, 27-23, 25-9, 20-24                                                     |              |                                                                              |                                          |  |
|                      | Estadísticas J. Castañena, D. Waithe (22) DeAngelique Waithe (11) Justicia Castañeda (7) | Pts Reb Asts | Estadísticas (24) Agustina Marín (9) Paola Estrada (3) F. Fausto, P. Estrada | Pabellón: Auditorio Municipal de Torreón |  |

| 24 septiembre, 14:00 | Algodoneras de la Comarca                                                   | 86–76        | Atléticas de Monterrey                                              | Torreón                                  |  |
|                      | Parciales: 25-11, 21-19, 26-21, 14-25                                       |              |                                                                     |                                          |  |
|                      | Estadísticas Arianna Macías (22) Vania Martínez (13) Justicia Castañeda (8) | Pts Reb Asts | Estadísticas (23) Kala Green (9) Paola Cruz (3) F. Fausto, K. Green | Pabellón: Auditorio Municipal de Torreón |  |

##### Zona Sur

###### (1)Aztks del Estado de Méxicovs. (4) Marineras de Puerto Vallarta
| 20 septiembre, 20:00 | Marineras de Puerto Vallarta                                                            | 57–95        | Aztks del Estado de México                                                                           | Puerto Vallarta                                     |  |
|                      | Parciales: 15-32, 20-16, 14-21, 8-26                                                    |              | |                                                     |  |
|                      | Estadísticas S. Philoxy, D. Armas (12) S. Philoxy, D. Armas (5) K. Ruíz, N. Santana (3) | Pts Reb Asts | Estadísticas (29) Jacqueline Luna-Castro (8) J. Luna-Castro, J. Smith (5) J. Luna-Castro, B. Jackson | Pabellón: Auditorio Municipal "Maestro Pablo López" |  |

| 23 septiembre, 18:00 | Aztks del Estado de México                                                   | 82–46        | Marineras de Puerto Vallarta                                         | Tlalnepantla                      |  |
|                      | Parciales: 23-12, 16-10, 20-14, 23-10                                        |              |                                                                      |                                   |  |
|                      | Estadísticas Jacqueline Luna-Castro (18) Jahari Smith (10) Hazel Ramírez (5) | Pts Reb Asts | Estadísticas (8) M. Gil, D. Armas (4) Tres jugadoras (3) Diana Armas | Pabellón: Domo Castel-Cleto Reyes |  |

###### (2)Bujías de Aguascalientesvs. (3)Barreteras de Zacatecas
| 20 septiembre, 19:00 | Barreteras de Zacatecas                                                              | 80–79        | Bujías de Aguascalientes                                                           | Zacatecas                             |  |
|                      | Parciales: 14-23, 21-13, 20-16, 14-16 (T.E.: 11-10)                                  |              |                                                                                    |                                       |  |
|                      | Estadísticas B. Byrd, M. Coker (27) Monique Coker (19) K. Martínez, J. Hernández (4) | Pts Reb Asts | Estadísticas (29) Jade Vega (21) Jazmín Valenzuela (2) J. Vega, M. Clarke-Nicholas | Pabellón: Gimnasio Marcelino González |  |

| 23 septiembre, 15:00 | Bujías de Aguascalientes                                                 | 85–76        | Barreteras de Zacatecas                                              | Aguascalientes                       |  |
|                      | Parciales: 25-23, 24-17, 22-20, 14-16                                    |              |                                                                      |                                      |  |
|                      | Estadísticas Jazmín Valenzuela (24) Jazmín Valenzuela (11) Jade Vega (3) | Pts Reb Asts | Estadísticas (28) Brittany Byrd (8) Mónica Moguel (4) Karla Martínez | Pabellón: Auditorio Hermanos Carreón |  |

| 24 septiembre, 15:00 | Bujías de Aguascalientes                                     | 69–82        | Barreteras de Zacatecas                                                  | Aguascalientes                       |  |
|                      | Parciales: 23-22, 17-26, 19-21, 10-13                        |              |                                                                          |                                      |  |
|                      | Estadísticas Jade Vega (24) Alexia Cuevas (10) Jade Vega (4) | Pts Reb Asts | Estadísticas (31) Brittany Byrd (12) Monique Coker (5) Jessica Hernández | Pabellón: Auditorio Hermanos Carreón |  |

#### Finales de Zona

##### Zona Norte

###### (2) Algodoneras de la Comarca vs. (4) Stars de Santiago
| 27 septiembre, 20:30 | Stars de Santiago                                                        | 84–75        | Algodoneras de la Comarca                                                  | Santiago                                   |  |
|                      | Parciales: 17-20, 21-19, 27-16, 19-20                                    |              |                                                                            |                                            |  |
|                      | Estadísticas Ijeoma Uchendu (30) Ijeoma Uchendu (8) Alejandra Rovira (7) | Pts Reb Asts | Estadísticas (24) Arianna Macías (7) Claudia Mejía (4) C. Mejía, A. Macías | Pabellón: Gimnasio Polivalente de Santiago |  |

| 30 septiembre, 20:00 | Algodoneras de la Comarca                                                      | 84–90        | Stars de Santiago                                                       | Torreón                                  |  |
|                      | Parciales: 22-19, 22-22, 23-26, 17-23                                          |              |                                                                         |                                          |  |
|                      | Estadísticas DeAngelique Waithe (22) DeAngelique Waithe (16) Claudia Mejía (4) | Pts Reb Asts | Estadísticas (44) Ijeoma Uchendu (11) Ijeoma Uchendu (3) Michelle Pardo | Pabellón: Auditorio Municipal de Torreón |  |

##### Zona Sur

###### (1)Aztks del Estado de Méxicovs. (3)Barreteras de Zacatecas
| 27 septiembre, 19:00 | Barreteras de Zacatecas                                                     | 73–76        | Aztks del Estado de México                                                   | Zacatecas                             |  |
|                      | Parciales: 27-20, 15-19, 17-19, 14-18                                       |              |                                                                              |                                       |  |
|                      | Estadísticas Brittany Byrd (25) Monique Coker (11) B. Byrd, K. Martínez (4) | Pts Reb Asts | Estadísticas (22) Jacqueline Luna-Castro (12) Jahari Smith (6) Hazel Ramírez | Pabellón: Gimnasio Marcelino González |  |

| 30 septiembre, 17:00 | Aztks del Estado de México                                                        | 103–74       | Barreteras de Zacatecas                                                   | Tlalnepantla                      |  |
|                      | Parciales: 31-14, 28-20, 20-21, 24-19                                             |              |                                                                           |                                   |  |
|                      | Estadísticas Jacqueline Luna-Castro (22) B. Faz, B. Jackson (7) Hazel Ramírez (7) | Pts Reb Asts | Estadísticas (20) Brittany Byrd (7) Monique Coker (2) B. Byrd, J. Gándara | Pabellón: Domo Castel-Cleto Reyes |  |

#### Final

###### (1)Aztks del Estado de Méxicovs. (4) Stars de Santiago
| 6 octubre, 19:00 | Aztks del Estado de México                                                                | 75–50        | Stars de Santiago                                                         | Tlalnepantla                      |  |
|                  | Parciales: 16-14, 17-16, 29-13, 13-7                                                      |              |                                                                           |                                   |  |
|                  | Estadísticas Briahanna Jackson (26) Jacqueline Luna-Castro (9) H. Ramírez, B. Jackson (6) | Pts Reb Asts | Estadísticas (17) Ijeoma Uchendu (13) Ijeoma Uchendu (4) Alejandra Rovira | Pabellón: Domo Castel-Cleto Reyes |  |

| 7 octubre, 17:00 | Aztks del Estado de México                                             | 73–59        | Stars de Santiago                                                         | Tlalnepantla                      |  |
|                  | Parciales: 17-18, 11-16, 22-12, 23-13                                  |              |                                                                           |                                   |  |
|                  | Estadísticas Briahanna Jackson (24) Saide Vargas (13) Saide Vargas (6) | Pts Reb Asts | Estadísticas (14) Tres jugadoras (11) Ijeoma Uchendu (5) Alejandra Rovira | Pabellón: Domo Castel-Cleto Reyes |  |

| 10 octubre, 20:00 | Stars de Santiago                                                       | 57–60        | Aztks del Estado de México                                                           | Santiago                                   |  |
|                   | Parciales: 13-18, 17-14, 14-13, 13-15                                   |              |                                                                                      |                                            |  |
|                   | Estadísticas Ijeoma Uchendu (30) Ijeoma Uchendu (16) Ijeoma Uchendu (4) | Pts Reb Asts | Estadísticas (19) Briahanna Jackson (10) Saide Vargas (4) J. Luna-Castro, H. Ramírez | Pabellón: Gimnasio Polivalente de Santiago |  |

## Distinciones
| Categoría                  | Ganadora |
| -------------------------- | --- |
| Jugadora Más Valiosa (MVP) | Jacqueline Luna Castro (Aztks del Estado de México) |
| Quinteto ideal             | Hazel Yvette Ramírez Solís (Aztks del Estado de México) Briahanna Marae Leigh Jackson (Aztks del Estado de México) Sandra Saide Vargas Peraza (Aztks del Estado de México) Alejandra Rovira Treviño (Stars de Santiago) Ijeoma Uchendu (Stars de Santiago) |